# Liste der Kulturdenkmale in Kapellendorf
In der Liste der Kulturdenkmale in Kapellendorf sind alle Kulturdenkmale der thüringischen Gemeinde Kapellendorf (Landkreis Weimarer Land) und ihrer Ortsteile aufgelistet (Stand: 26. April 2012).

## Kapellendorf
Einzeldenkmale
| Bild                                    | Bezeichnung                                           | Lage                    | Datierung | Beschreibung                                                                                              | ID |
| --------------------------------------- | ----------------------------------------------------- | ----------------------- | --------- | --- | -- |
| weitere Bilder Fotos hochladen          | Dorfkirche St. Maria und Bartholomäus in Kapellendorf | (Karte)                 |           | |    |
| weitere Bilder Fotos hochladen          | Wasserburg                                            | (Karte)                 | 1000      | |    |
| BW                                      | Gehöft                                                | Am Bäckerberg 9 (Karte) |           | |    |
| Direkt Bild zu diesem Denkmal hochladen | Gehöft                                                | Am Bäckerberg 14        |           | |    |
| Direkt Bild zu diesem Denkmal hochladen | Gehöft                                                | Am Bäckerberg 16        |           | |    |
| Direkt Bild zu diesem Denkmal hochladen | Gehöft                                                | Am Schenkplan 2         |           | |    |
| Direkt Bild zu diesem Denkmal hochladen | Gehöft                                                | Am Schenkplan 4         |           | |    |
| Direkt Bild zu diesem Denkmal hochladen | ehemaliges Stallgebäude                               | An der Mühle 4          |           | |    |
| Direkt Bild zu diesem Denkmal hochladen | Gasthaus mit Saal im Obergeschoss                     | Apoldaer Straße 3       |           | |    |
| Direkt Bild zu diesem Denkmal hochladen | Gehöft                                                | Apoldaer Straße 6       |           | |    |
| Direkt Bild zu diesem Denkmal hochladen | Niedermühle                                           | Apoldaer Straße         |           | |    |
| Direkt Bild zu diesem Denkmal hochladen | Tor und Portal                                        | Burggraben 5            |           | |    |
| Direkt Bild zu diesem Denkmal hochladen | ehemalige Schmiede                                    | Burggraben              |           | |    |
| Direkt Bild zu diesem Denkmal hochladen | Gehöft                                                | Kirchgasse 10           |           | |    |
| Direkt Bild zu diesem Denkmal hochladen | Gehöft                                                | Kirchgasse 17           |           | |    |
| Direkt Bild zu diesem Denkmal hochladen | Gehöft                                                | Kirchgasse 19           |           | |    |
| weitere Bilder Fotos hochladen          | Turm auf dem Sperlingsberg                            | Sperlingsberg (Karte)   |           | Denkmal auf dem Sperlingsberge bei Kapellendorf für die in der Schlacht bei Jena 1806 gefallenen Krieger. |    |
| Direkt Bild zu diesem Denkmal hochladen | Gehöft                                                | Werlitzgraben 1         |           | |    |

Bodendenkmale
| Bild                                    | Bezeichnung | Lage                                                    | Datierung | Beschreibung | ID |
| --------------------------------------- | ----------- | ------------------------------------------------------- | --------- | ------------ | -- |
| Direkt Bild zu diesem Denkmal hochladen | Kreuzstein  | Ortsmitte, im Hof der Wasserburg                        |           |              |    |
| Direkt Bild zu diesem Denkmal hochladen | Steinkreuz  | Im Langhaus der Kirche an der Nordseite                 |           |              |    |
| weitere Bilder Fotos hochladen          | Wasserburg  | An der Niederung des Sulzbaches am Nordwestrand (Karte) | 1000      |              |    |